# Arupemba
Arupemba ou urupema é um tipo de peneira, feita de palha trançada ou fibra muito utilizada na Região Nordeste do Brasil.